# Тетралогия
Тетралогия (от гръцки език tettara, „четири“ и logos, „дума“) е цикъл от четири свързани в единен замисъл литературни, музикални или сценични произведения от един автор. Между тях съществува обща идея, общи герои и приемственост на сюжета.
В Древна Гърция, тетралогия са били четири драматически произведения — три трагедии и една сатирична драма, представяни едно след друго на състезанията между драматурзи. Известна от древността е тетралогията на Есхил за цар Едип, обхващаща трагедиите „Лай“, „Едип“, „Седмина против Тива“ и сатирата „Сфинкс“.
Примери за съвременни литературни тетралогии са:
- Томас Ман – „Йосиф и неговите братя“,
- Анатол Франс – „Съвременна история“ (състояща се от „Под крайпътния бряст“, „Върбовият манекен“, „Скъпоценният пръстен“, „Господин Бержере в Париж“),
- Емил Зола – „Четирите евангелия“,
- Валентин Катаев – „Вълните на Черно море“,
- Юкио Мишима – „Морето на изобилието“

В българската литература е известна Преспанската тетралогия на Димитър Талев, образувана от романите „Железният светилник“, „Преспанските камбани“, „Илинден“ и „Гласовете ви чувам“.
Като пример за тетралогия в музиката се дава „Пръстенът на нибелунгите“ на немския композитор Рихард Вагнер.